# Baillonville
Baillonville is een dorp in de Belgische provincie Namen en een deelgemeente van de gemeente Somme-Leuze. Baillonville ligt zes kilometer ten zuiden van het dorpscentrum van Somme-Leuze.

## Geschiedenis
Op het eind van het ancien régime werd Baillonville een gemeente. In 1806 werd de aangrenzende gemeente Rabosée opgeheven en bij Baillonville aangehecht. Bij de gemeentelijke fusies van 1977 werd Baillonville een deelgemeente van Somme-Leuze, waarbij een deel van het grondgebied werd afgestaan aan Marche-en-Famenne in de provincie Luxemburg.

## Demografische ontwikkeling
- Bron: NIS; Opm:1831 t/m 1970=volkstellingen; 1976=inwoneraantal op 31 december
- 1806: aanhechting van Rabosée (49 inwoners) dat opgeheven werd

Deelgemeenten: Baillonville · Bonsin · Heure-en-Famenne · Hogne · Nettinne · Noiseux · Sinsin · Somme-Leuze · Waillet

Overige dorpen: Chardeneux · Fourneau · Mehogne · Moressée · Rabosée · Sinsin-Grande · Sinsin-Petite · Somal

Belgische gemeenten · arrondissement Dinant · provincie Namen · Wallonië